# Liste der Stolpersteine in Stromberg (Hunsrück)
Die Liste der Stolpersteine in Stromberg (Hunsrück) enthält alle Stolpersteine, die im Rahmen des gleichnamigen Kunst-Projekts von Gunter Demnig in Stromberg (Hunsrück) verlegt wurden. Mit ihnen soll der Opfer des Nationalsozialismus gedacht werden, die in Stromberg (Hunsrück) lebten und wirkten. Bei einer Verlegung am 26. Juni 2019 wurden fünf Stolpersteine verlegt.

## Verlegte Stolpersteine
| Adresse, Lage              | Verlegedatum  | Name, Inschrift | Bild | Anmerkung |
| -------------------------- | ------------- | --- | ---- | --------- |
| Staatsstraße 11 (Standort) | 26. Juni 2019 | HIER WOHNTE ISAAK JUNGBLUT JG. 1866 FLUCHT HOLLAND INTERNIERT WESTERBORK DEPORTIERT 1943 SOBIBOR ERMORDET 7.5.1943                  |      |           |
| Staatsstraße 11 (Standort) | 26. Juni 2019 | HIER WOHNTE KLARA JUNGBLUT GEB. BRONNE JG. 1867 FLUCHT HOLLAND INTERNIERT WESTERBORK DEPORTIERT 1943 SOBIBOR ERMORDET 7.5.1943      |      |           |
| Staatsstraße 11 (Standort) | 26. Juni 2019 | HIER WOHNTE MAX JUNGBLUT JG. 1897 FLUCHT HOLLAND INTERNIERT WESTERBORK DEPORTIERT 1943 AUSCHWITZ ERMORDET 28.1.1944                 |      |           |
| Staatsstraße 11 (Standort) | 26. Juni 2019 | HIER WOHNTE FRANZISKA JUNGBLUT GEB. WOLF JG. 1903 FLUCHT HOLLAND INTERNIERT WESTERBORK DEPORTIERT 1943 AUSCHWITZ ERMORDET 28.1.1944 |      |           |
| Staatsstraße 11 (Standort) | 26. Juni 2019 | HIER WOHNTE LYDIA JUNGBLUT JG. 1926 FLUCHT HOLLAND MIT HILFE ÜBERLEBT                                                               |      |           |